# Калина (Босна и Херцеговина)
Калина (на сръбски: Каљина) е село в Босна и Херцеговина, разположено в община Соколац, в ентитета на Република Сръбска. Намира се на 885 метра надморска височина. Населението му според преброяването през 2013 г. е 21 души, от тях: 21 (100 %) сърби.

## Население
Численост на населението според преброяванията през годините:
- 1961 – 82 души
- 1971 – 121 души
- 1981 – 117 души
- 1991 – 125 души
- 2013 – 21 души